# Alonso Messia Venegas
Alonso Messia Venegas (Sevilla, 1557–Lima, 17 de octubre de 1649) fue un religioso jesuita español. 
Hijo de Diego Messia y Constanza de Venegas. Estudió en el Colegio Máximo de San Pablo de Lima, fue ordenado sacerdote en 1594. Rector del Colegio San Bernardo de Cuzco en 1604. Fue procurador de la provincia jesuita del Perú en Madrid y Roma, en esta última ciudad asistió a la Congregación General representando al Perú. Fue rector en el Colegio de Potosí en 1610 y luego rector nuevamente del Colegio San Bernardo del Cuzco. 
En la segunda vez que fue procurador del Perú ante Roma en 1630, llevó un cargamento quina, que probó su eficacia por primera vez en Europa, y presentó los documentos para obtener la beatificación de Sebastián de la Parra. 

## Obras
- Catálogo de algunos varones insignes en santidad, de la provincia del Perú de la Compañía de Jesús, Sevilla, 1633.